# 1227 Geranium
Geranium (asteroide 1227) é um asteróide da cintura principal com um diâmetro de 41,82 quilómetros, a 2,6151522 UA. Possui uma excentricidade de 0,1886744 e um período orbital de 2 113,71 dias (5,79 anos).
Geranium tem uma velocidade orbital média de 16,58982704 km/s e uma inclinação de 16,42075º.
Esse asteroide foi descoberto em 5 de Outubro de 1931 por Karl Reinmuth.